# Херцог, Мор Липот
Барон Мор Липот Херцог (англ. Baron Mór Lipót Herzog; 19 мая 1869 года, Будапешт — 21 ноября 1934 года) — коллекционер искусства в довоенной Венгрии. Собрал одну из величайших частных коллекций искусства в Европе и самую большую в Венгрии, названную «коллекцией Херцога» (Herzog Collection). Семье принадлежало и много недвижимости — к примеру, ратуша Кавалы в Кавале (Греция), построенная в конце 1890-х годов как резиденция венгерского табачного магната барона Питера (Пьера) Херцога, отца Мора Липота Херцога.

## Биография
Мор Липот Херцог родился 19 мая 1869 года. В 1920 году барон Херцог выдал свою дочрь Эржебет замуж за Альфонсе Вайсе де Цепеле, сына барона Манфреда Вайсса де Цепеля.
После смерти Херцога его коллекция оставалась у его жены вплоть до 1940 года, а после её смерти их дети — Эржебет (Элизабет), Иштван (Стивен) и Андраш (Эндрю) — поделили коллекцию.
В 1942 году венгерские власти отправили Андраша Херцога в концлагерь, где он погиб в 1943 году. Обе его дочери сразу же покинули страну.
Когда Германия вторглась в Венгрию в 1944 году, имущество Херцога как еврейская собственность было конфисковано, а оставшегося в живых брата Иштвана Херцога отправили в лагерь смерти, но ему удалось спастись.
Потомки барона на протяжении более десяти лет пытались вернуть незаконно конфискованные правительством Венгрии во время Холокоста работы из их семейной коллекции.

## Избранные картины Херцога
Коллекция Херцога включала около 2500 картин известных художников. Некоторые из картин, украденных у Херцога:
- «СВЯТЫЕ И АНГЕЛЫ» кисти Бичи ди Лоренцо. Конец XIV — начало XV века. Италия. Дерево, масло. 90 х 53 см
- «АПОСТОЛ ИАКОВ СТАРШИЙ» кисти Эль Греко. Ок. 1600. Испания. Холст, масло. 92,5 х 47,3 см
- «КАРНАВАЛ» кисти Франсиско Гойя. 1812—1816. Испания. Холст, масло. 86 х 106 см.
- «ЖЕНЩИНА, СМОТРЯЩАЯ НА ПТИЧКУ/ ЛИЗ» кисти Огюста Ренуара. 1866. Франция. Холст, масло. 80 х 64 см